# Lovelaceville (Kentucky)
Lovelaceville es un lugar designado por el censo (en inglés, census-designated place, CDP) situado en el condado de Ballard, Kentucky, Estados Unidos. Según el censo de 2020, tiene una población de 124 habitantes.

## Geografía
La localidad está ubicada en las coordenadas 36°58′3″N 88°49′57″O / 36.96750, -88.83250. Según la Oficina del Censo, tiene una superficie total de 1.32 km², de los cuales 1.31 km² corresponden a tierra firme y 0.01 km² están cubiertos de agua.

## Demografía
Según el censo de 2020, hay 124 personas residiendo en la localidad. La densidad de población es de 94.66 hab./km². El 92.74% de los habitantes son blancos, el 0.81% es asiático y el 6.45% son de una mezcla de razas. Del total de la población, el 0.81% es hispano o latino.